# 中國香港桌球總會
中國香港桌球總會有限公司（英語：Billiard Sports Council of Hong Kong China Limited）（桌總），是一個致力推廣香港桌球運動，及協助和挑選中國香港桌球運動員參與海外賽事的非牟利體育總會。桌總前身是香港桌球總會，於1993年成立，並於 2000年註冊成為香港桌球總會有限公司（Hong Kong Billiard Sports Control Council Company Limited），2003年改名為中國香港桌球總會有限公司 (Billiard Sports Council of Hong Kong China Limited)。桌總是中國香港體育協會暨奧林匹克委員會(SF&OC)、國際桌球聯盟(IBSF)、亞洲美式撞球協會(APBU)及亞洲桌球聯盟(ACBS)之會員。

## 行政架構
| 永遠名譽會長 黎曆強先生 李肇球先生 羅俊英先生 湯志強先生 陳楚君先生 章少軒先生 執行委員會 主席 羅永聰先生 義務秘書 麥耀開先生 義務司庫 崔浩強先生 委員 黃有為先生 委員 馮鎮濤先生 賽事及裁判小組委員會 主委 黃有為先生 委員 陳順佳先生 委員 陳榮忠先生 委員 池嘉誠先生 委員 李子明先生 委員 成國棟先生 委員 何明宗先生 委員 尹俊暉先生 公關及推廣小組委員會 主委 羅永聰先生 委員 曾敬修先生 委員 崔浩強先生 委員 鮑立山先生 |

## 外部連結
- 官方網站 （页面存档备份，存于）